# Athous azoricus
Athous azoricus é uma espécie de insetos coleópteros polífagos pertencente à família Elateridae.
A autoridade científica da espécie é Platia & Gudenzi, tendo sido descrita no ano de 2002.
Trata-se de uma espécie presente no território português.